# Ilhan Omar
Ilhan Omar (Mogadiscio, Somalia, 4 de octubre de 1982) es una política estadounidense de Minnesota, diputada del Congreso de los Estados Unidos. Fue elegida en noviembre de 2016 y se convirtió en la primera persona de origen somalí y la primera mujer de confesión musulmana que logra un escaño en la Cámara de Representantes de Estados Unidos. Obtuvo el escaño por Minnesota, el estado donde se concentra la mayor comunidad somalí, por el Partido Demócrata Laborista Agrícola de Minnesota, aliado local del Partido Demócrata. Anteriormente fue Directora de Política e Iniciativas de Women Organizing Women Network (Mujeres que Organizan Redes de Mujeres). Es la vicepresidenta del caucus feminista de su partido.
Ilhan Omar ha sido objeto de numerosos ataques por parte de los sectores conservadores norteamericanos, acusándola de bigamia o la de haber cometido "fraude migratorio". Por su parte el presidente Donald Trump la acusó de ser una “extremista cargada de odio” y pidió que "volviera a su país" a pesar de que es una ciudadana estadounidense y congresista.Durante años ha tenido numerosas denuncias por antisemitismo. En 2023 fue expulsada del comité de Exteriores de la Cámara de Representantes estadounidense por sus declaraciones antisemitas. 

## Biografía
Omar nació en 1982 en Somalia. Es la más joven de siete hermanos y creció en una familia de clase media. El padre de Ilhan, Nur Omar Mohamed, es somalí, y trabajó como entrenador de profesores. Su madre era yemeni, y murió cuándo ella era una niña. Creció con su padre y su abuelo. El abuelo, Abukar, era el director de Transporte Marino Nacional de Somalia, con sus tíos y tías también trabajando como funcionarios y educadores. Tras el inicio de la guerra civil en 1991, ella y su familia dejaron el país y con ocho años se encontró viviendo en un campo de refugiados de Kenia donde pasó cuatro años.
En 1995, Omar y su familia emigraron a Estados Unidos. Se instalaron previamente en Arlington, Virginia y posteriormente se trasladaron a Minneapolis, donde Ilhan aprendió inglés en solo tres meses. "Por primera vez me di cuenta de que era negra y musulmana y que mi color de piel y mi hijab me distinguían del resto de la población" reconoció más tarde.
Su padre y abuelo le inculcaron la importancia de la democracia. También empezó a acompañar a su abuelo a las reuniones del caucus cuando ella tenía 14 años y le hacía de traductora.
Omar estudió en el Edison Instituto, y fue voluntaria como organizadora estudiantil. Es licenciada en Administración de Empresas, Ciencias Políticas y Estudios Internacionales. Completó una beca de política en la Escuela de Asuntos Públicos Humphrey de la Universidad de Minnesota. También ha colaborado con diversas organizaciones sin fines de lucro, entre ellas el Centro de Derechos Legales, o la Confederación de la Comunidad Somalí de Minnesota.
Para sus estudios superiores se matriculó en la Universidad Estatal de Dakota del Norte, donde participó en la Asociación Estudiantil musulmana. Se graduó en Ciencias Políticas y estudios internacionales.

### Trayectoria política
Compaginó sus estudios con la militancia política en el Partido Demócrata. Empezó pegando carteles durante las campañas y paso a paso ganó protagonismo político con un perfil social y gran implicación en la comunidad somalí asentada principalmente en el barrio donde vive, Cedar-Riverside de Minneapolis, conocido como "el pequeño Mogadiscio". Es además muy activa en el mundo social y desde septiembre de 2015 dirigía las iniciativas estratégicas en la ONG "Women Organizing Women Network" que tiene entre sus objetivos apoyar a las mujeres de África del Este para el liderazgo político y cívico.
Empezó su carrera profesional como Educadora de Nutrición Comunitaria en la Universidad de Minnesota (2006-2009). En 2012 fue Directora de Campaña para la candidata al senado por Minnesota Kari Dzeidzik. Entre 2012 y 2013 fue Coordinadora de Nutrición Infantil en el Departamento de Educación de Minnesota. Más tarde trabajó como Directora de Campaña para Andrew Johnson, en su candidatura en Minneapolis' Ward 12 en 2013. Tras la elección de Johnson en el Ayuntamiento de Minneapolis, Omar trabajó como Asesora Política Senior en su oficina de 2013 a 2015. 
La experiencia como voluntaria de Omarhan marcado su interés por temas que incluyen política, educación, derechos civiles y acción social, pobreza, derechos humanos, asuntos medioambientales, bienestar animal, y empoderamiento económico. Apoya el que se pague a $15 por hora el salario mínimo. Respecto a la educación, defiende la matrícula gratuita para estudiantes con unos ingresos familiares menores de $ 125 000 así como mayor accesibilidad a los programas de perdón de préstamos para estudiantes.
Sobre su reto en la política ha explicado: «Los sobrevivientes son audaces. Las mujeres, en particular, tienen una fuerza única para mirar a la adversidad de frente, y para continuar. Creo que con la combinación de ser también musulmana e inmigrante, una refugiada que ha superado tantas cosas no hay mucho que me asuste.  Me siento poderosa, audaz y valiente". También habla a menudo sobre sus hijas como factor motivador de su lucha: "¿Cómo puedo darme por vencida y dar el ejemplo de rendirse si la vida se pone demasiado dura? ... Quiero que mis hijas sepan que nada puede interponerse en su camino, sino ellas mismas».

### Candidata a la Cámara de Representantes
En 2016 se presentó como candidata para la Cámara de Representantes de Minnesota por el Partido Demócrata. Su adversario a las elecciones fue Abdimalik Askar, del Partido Republicano, también un activista en la comunidad americana somalí. A finales de agosto Askar anunció su retirada de la campaña debido a la muerte de su padre y sus estudios de licenciatura.
El 9 de agosto de 2016 había derrotado en las primarias de su partido a la veterana Phyllis Kahn que ocupaba el puesto desde 1973 y a Mohammad Noor. En las elecciones de noviembre de 2016 se convirtió en la primera persona de origen somalí en lograr un escaño en el Congreso de los Estados Unidos. Su victoria se produjo después de que poco antes Donald Trump en campaña presidencial se refiriera a los inmigrantes somalíes como "un desastre" durante un desplazamiento a Minessota: "Aquí conocéis de primera mano los problemas causados por los refugiados, con una larga lista de somalíes que entran en el estado sin vuestro conocimiento, vuestro apoyo o aprobación. Algunos se unen al Estado Islámico y extienden sus ideas extremistas por todo el país y por todo el mundo" dijo Trump.
Durante la campaña de electoral de 2016 Omar puso el acento en las familias desfavorecidas y la protección del medio ambiente. Criticó "la islamofobia y la explotación del miedo" del candidato republicano al que acusó de alimentar "los crímenes motivados por el odio al otro".
Es la Vicepresidenta del Caucus Feminista del DFL.

### Posiciones políticas
Ilhan Omar quiere apoyar a las mujeres empresarias, emprender una reforma de la justicia penal y defender el medio ambiente, velando por la calidad del aire y del agua. Aboga por la educación gratuita, un mayor control de las armas, la sanidad universal, alquileres más asequibles para las familias con rentas bajas y una política de inmigración más flexible. 
En política exterior, se ha opuesto a la política de la administración Trump con respecto al gobierno de Venezuela; denunció a Elliott Abrams (nombrado por Donald Trump enviado especial a Venezuela), por su papel durante la administración Reagan en el apoyo a las dictaduras y a los escuadrones de la muerte en Centroamérica; criticó al régimen saudí, defendiendo incluso el boicot al Hajj, así como a los gobiernos de Narendra Modi (India), Jair Bolsonaro (Brasil) y Benjamín Netanyahu (Israel). También apoya al Partido Democrático de los Pueblos (HDP), partido de izquierda turco considerado "prokurdo" y blanco recurrente de la represión del régimen del presidente Recep Tayyip Erdoğan.

## Controversias
En 2014 sufrió una agresión por un grupo de hombres a la salida de un acto político. Tras ganar las primarias algunas webs conservadoras la acusaron de haber contraído un falso matrimonio con un hombre que sería su hermano, lo cual ella señaló que eran "mentiras repugnantes".En 2019 fue denunciada por comentarios antisemitas. Ella se disculpó. En 2022 fue nuevamente acusada de antisemitismo por sus tuits. Ilhan Omar quiere apoyar a las mujeres empresarias, emprender una reforma de la justicia penal y defender el medio ambiente, velando por la calidad del aire y del agua. Aboga por la educación gratuita, un mayor control de las armas, la sanidad universal, alquileres más asequibles para las familias con rentas bajas y una política de inmigración más flexible. Su programa fue calificado de "comunista" por algunos de sus oponentes.
La Cámara de Representantes de los Estados Unidos aprobó una resolución condenando el odio y la intolerancia.

## Premios
En 2014 obtuvo una Rising Star en el Hall of Fame de su partido.
También recibió el premio de liderazgo comunitario 2015 en los premios africanos por Mshale, una emisora de inmigrantes africanos con sede en Minneapolis. El premio se otorga anualmente en base al número de lectores.

## Vida personal
Omar se reivindica musulmana.
En 2002, a los 19 años inició una relación con Ahmed Hirsi (nacido Ahmed Adén) de quien se separó en 2008. La pareja tiene tres hijos juntos.  En 2009, Ilhan se casó con Ahmed Nur Said Elmi. Tuvo un divorcio basado en la fe en 2011 y lo tramitó legalmente en 2016. En 2011, Ilhan se reconcilió con Hirsi y se casaron en ceremonia religiosa. Ella, su marido y sus tres hijos viven en Cedar-Riverside, en Minneapolis.